# 2018-as Észak-Korea–Egyesült Államok-csúcstalálkozó
A 2018-as Észak-Korea–Egyesült Államok-csúcstalálkozó 2018. június 12-én zajlott Észak-Korea és az Amerikai Egyesült Államok vezetői között a szingapúri Sentosa-szigeten fekvő Capella Hotelben. Ez volt az első találkozó egy hivatalban lévő amerikai elnök és Észak-Korea vezetője között.
A Fehér Ház 2018. március 8-án erősítette meg Donald Trump amerikai elnök és Kim Dzsongun (Kim Jong-un), a Koreai Munkapárt Központi Bizottságának elnöke között tervezett csúcstalálkozót. A Fehér Ház sajtótitkára, Sarah Huckabee Sanders úgy nyilatkozott, hogy „eközben minden szankciónak és a maximális nyomásnak maradnia kell”. Kim a találkozóra való készülődést először a Koreai Munkáspárt Politikai Irodájának tett április 9-ei megjegyzéseiben említette.
Észak-Korea 2018. május 15-én váratlanul megszakította a tárgyalásokat Dél-Koreával, és a csúcstalálkozó lemondásával fenyegetőzött, okként az Egyesült Államok és Dél-Korea közös hadgyakorlatait megnevezve. Kilenc nappal később Trump elnök kiadott egy közleményt, amelyben lefújta a találkozót. Azonban a következő napon Trump elnök visszafordította az események folyamát és nyilatkozatában nyitva hagyta a június 12-ei csúcstalálkozó megtörténésének lehetőségét. Mindezt egy Észak-Korea által küldött levélnek köszönhetően, melyben még mindig hajlandóak voltak találkozni Trumppal és a denuklearizációról tárgyalni „bármikor”.
Miután Trump találkozott Kim Jongcshollal a Fehér Házban, június 1-jén bejelentette, hogy a csúcstalálkozó szervezése visszatér a tervezett kerékvágásba és június 12-e a kitűzött időpont. Június 6-án bejelentették, hogy Szingapúrban is zajlanak az előkészületek.

## Előzmények
Korea 1945 óta nem egységes. Az 1950–1953-as koreai háború tűzszünettel ért véget, a felek nem kötöttek békét. Szórványos összetűzések azóta is történnek. Az 1990-es évek óta Észak-Korea nukleáris programja miatt a nemzetközi aggodalom egyre nőtt. George W. Bush egy 2002-es beszédében Észak-Koreára a „gonosz egy tengelyének” tagjaként hivatkozott, de az elnöksége vége felé Észak-Korea önként adott információt a nukleáris programjáról a szankciók enyhítése fejében. Ez után nem sokkal Észak-Korea lekerült a terrorizmust támogató országok listájáról. Ennek ellenére 2008 vége felé megtiltották bármelyik észak-koreai katonai létesítménybe való bejutást nemzetközi ellenőrök számára. Az Obama-kormány észak-koreai politikája a „stratégikus türelem” volt. Több nukleáris tesztet is lefolytattak az elkövetkező években, és Jonphjong 2010-es bombázása jelentősen növelte az Észak és Dél közti feszültséget. Észak-Korea nukleáris programja különösen fejlődésnek indult Kim Dzsongun (Kim Jong-un) uralma alatt, aki apja, Kim Dzsongil (Kim Jong-il) halála után 2011 decemberében lett az ország vezetője.
Donald Trumpot 2016-ban választották amerikai elnöknek. Észak-Koreával szembeni politikája ellentétes Barack Obama „stratégikus türelem” politikájával. A kemény kiállás támogatása mellett a párbeszédre való nyitottságát is kifejezte, mondván, hogy készen áll „megenni egy hamburgert” Kim Dzsongun (Kim Jong-un) elnökkel. Viszonzásképpen egy Észak-Koreához köthető weboldal „bölcs politikusként” írta le Trumpot.
2017-ben Dél-Korea elnöke Mun Dzsein (Moon Jae-in) lett azzal az ígérettel, hogy visszatér a napfénypolitikához, amelynek központjában az Észak-Koreával való barátságos kapcsolatok kialakítása áll. Az év folyamán Észak-Korea sikeresen tesztelte a Hvaszong-14 nevű interkontinentális ballisztikus rakétáját. Válaszul Donald Trump figyelmeztette Észak-Koreát, hogy bármilyen támadásra „tűzzel, haraggal és olyan erővel fognak válaszolni, amilyet a világ még sosem látott ezelőtt”. Erre Észak-Korea bejelentette, hogy Guam környéki rakétateszteket fontolgat.
Észak-Korea 2017. szeptember 3-án hajtotta végre hatodik nukleáris tesztjét. A tesztet a nemzetközi közösség rosszallással fogadta, és további gazdasági szankciókhoz vezetett. November 28-án Észak-Korea kilőtt egy rakétát, amely – szakértők szerint – képes lehet az Egyesült Államok egész területét elérni. A tesztelés következtében az ENSZ Biztonsági Tanács további szankciókat fogadott el. Az Egyesült Államok pedig kilenc év után újra felvette az országot a terrorizmust támogató országok listájára.
2018-as újévi beszédében Kim Dzsongun (Kim Jong-un) javasolta egy delegáció küldését a Dél-Koreában megrendezendő 2018-as téli olimpiára. Januárban egy rakétatámadásra felhívó téves riasztást kaptak a Hawaiion tartózkodók. A Szöul–Pyongyang (Phenjan) telefonvonalat majdnem két év után újra megnyitották. Észak- és Dél-Korea együtt vonult fel az olimpia nyitóünnepélyén és közös női jégkorongcsapattal vett részt. Sportolók mellett Észak-Korea példátlanul magas szintű delegációt küldött, amelyet Kim Jodzsong (Kim Yo-jong), Kim Dzsongun (Kim Jong-un) húga, és Kim Jongnam (Kim Yong-nam), az ország névleges államfője vezetett. A delegáció átadott Mun Dzsein (Moon Jae-in) elnöknek egy meghívást Észak-Koreába.

## Bejelentés

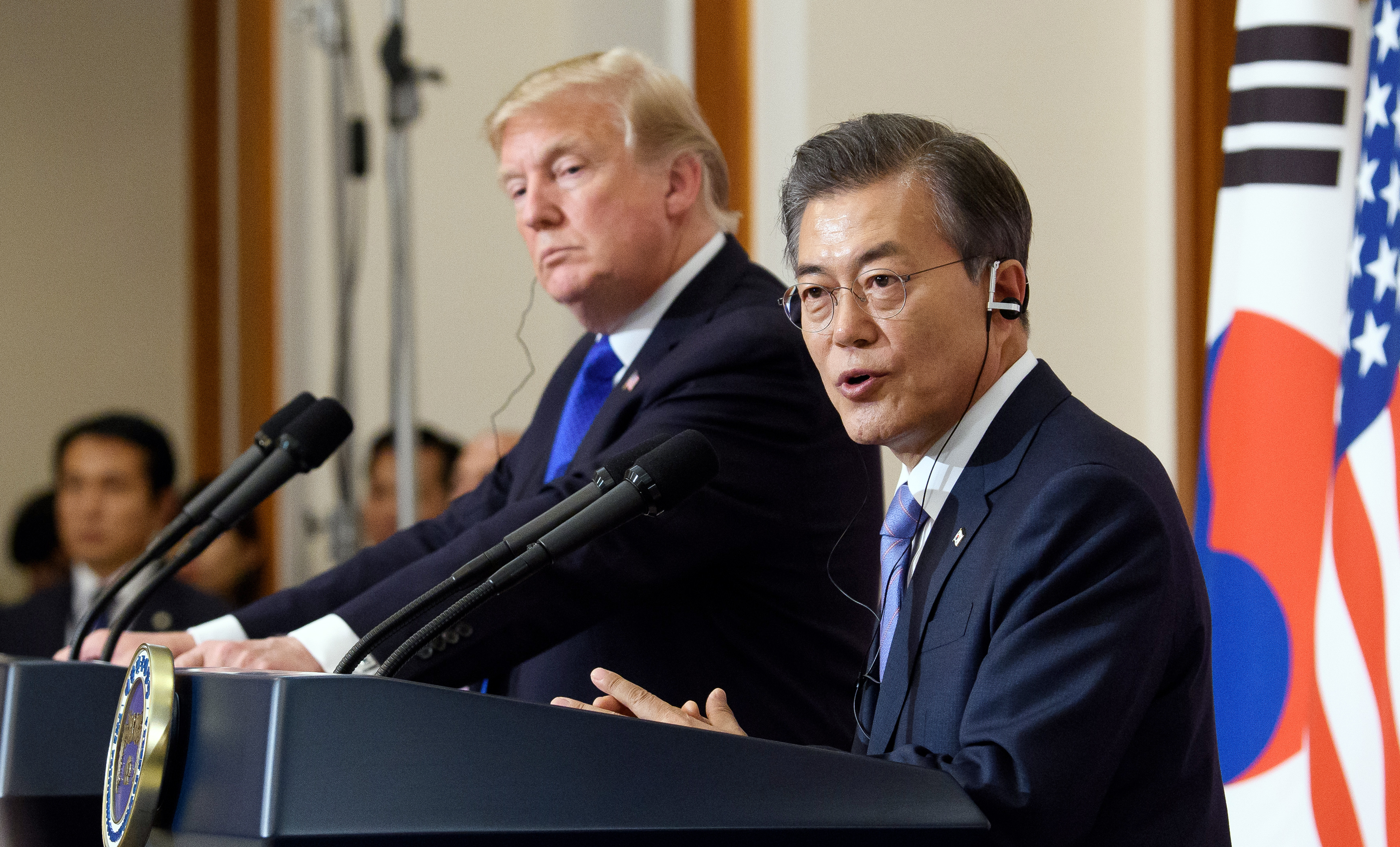
Dél-Korea elnöke Mun Dzsein (Moon Jae-in) és az Egyesült Államok elnöke Donald Trump, 2017 novemberében.

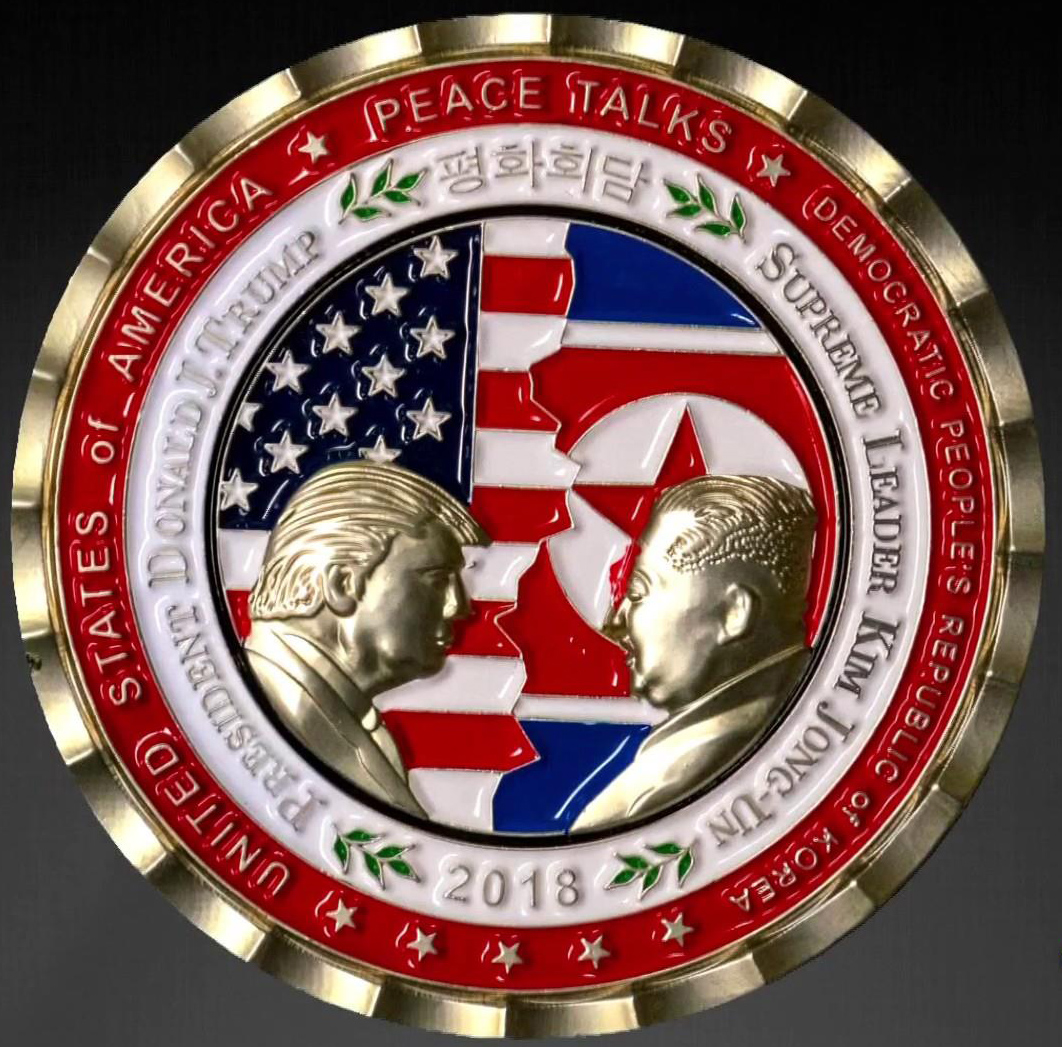
A Fehér Ház Kommunikációs Ügynöksége által kiadott emlékérme.

2018. március 5-én Dél-Korea különleges delegációja beleegyezett a harmadik Korea-közi találkozó 2018. április 27-én való megrendezésébe. Május 6-án, Dél-Koreába történő visszatérése után, a nemzetbiztonsági szakértő, Csong Ijong (Chung Eui-yong), és a Dél-koreai hírszerzés vezetője, Szo Hun (Suh Hoon) az Egyesült Államokba utazott, hogy tájékoztassák Donald Trumpot a közelgő Korea-közi találkozóról, és közvetítették az észak-koreai vezető, Kim Dzsongun (Kim Jong-un) meghívását. A dél-koreai nemzetbiztonsági szakértő Csong Ijong (Chung Eui-yong) informálta a nyilvánosságot, hogy az Észak-Korea–Egyesült Államok csúcstalálkozót valamikor 2018 májusában tartják majd.
A Fehér Ház bejelentette, hogy az ENSZ szankciók az Egyesült Államok és Észak-Korea közti megegyezés megszületéséig érvényben maradnak. Március 6-án Sarah Sanders azt nyilatkozta, hogy a Fehér Háznak Észak-Korea nukleáris leszerelése felé tett „konkrét és igazolható lépéseket” kellene látnia, mielőtt a Trump–Kim találkozó megvalósulhatna. Még aznap egy azonosítatlan hivatalnok elmondta a The Wall Street Journalnak, hogy Trump ennek ellenére elfogadta a meghívást.
Csong Ijong (Chung Eui-yong) dél-koreai nemzetbiztonsági szakértő Kínába látogatott 2018. március 12. és 13. között, és találkozott Hszi Csin-ping (Xi Jinping) kínai vezetővel, hogy tájékoztassa a tervezett Korea-közi találkozóról és az Észak-Korea–Egyesült Államok csúcstalálkozóról, és hogy tanácsot és támogatást kérjen. A dél-koreai hírszerzés igazgatója, Szo Hun (Suh Hoon) látogatást tett Japánba és Abe Sinzó miniszterelnökkel konzultált a nukleáris leszerelésről és az állandó békeállapot megteremtéséről a Koreai-félszigeten.

## Előkészületek

### Előkészítő tárgyalások
Dél-Korea külügyminisztériuma március 18-án bejelentette, hogy kiválasztott informális észak-koreai, dél-koreai és amerikai delegációk fognak valamikor április folyamán a finnországi Vantaaban találkozni, hogy a nukleáris leszerelésről értekezzenek. A dél-korei Yonhap hírügynökség szerint Cshö Gangil (Choe Kang-il), az észak-koreai külügyminisztérium észak-amerikai ügyekkel foglalkozó részlegének vezérigazgató helyettese is részt fog venni.

### Kim Dzsongun és Hszi Csin-ping találkozói
Észak-Korea legfelsőbb vezetője Kim Dzsongun (Kim Jong-un) 2018. március 25. és 28. között Peking (Beijing)ben tartózkodott, hogy Hszi Csin-ping (Xi Jinping)gel tárgyaljon. Ez volt az első ismert országon kívüli utazása a hat évvel ezelőtti hatalomra jutása óta. Kína állítása szerint Észak-Korea "elkötelezett a nukleáris leszerelés mellett", és hajlandó egy csúcstalálkozót tartani az Egyesült Államokkal. A találkozó alatt Kim Dzsongun (Kim Jong-un) hivatalosan is meghívta Hszi Csin-ping (Xi Jinping)et az észak-koreai fővárosba, Pyongyang (Phenjan)ba, aki a meghívást örömmel elfogadta. Hszi Csin-ping (Xi Jinping) arra ösztökélte Kim Dzsongun (Kim Jong-un)t, hogy erősítse meg Észak-Korea a jövőbeli stratégiai és diplomáciai partnerségét Kínával. Kim Dzsongun (Kim Jong-un) kiemelte, hogy Kína és Észak-Korea régóta kommunista országok és sokféle módon működhetnek együtt a jövőben. Kim és Hszi (Xi) 2018. május 7-én újra találkozott Talien (Dalien) városában.

### Bejelentés Észak-Koreában
Észak-Korea állami hírügynöksége – a Koreai Központi Hírügynökség – alapján Kim elnök a Koreai Munkapárt politikai irodájának április 9-ei gyűlésén beszélt először a tervezett csúcstalálkozóról.

### Észak-Korea által javasolt feltételek
Április 11-én Észak-Korea közzétette az nukleáris fegyverek szállítására alkalmas ballisztikus rakétái leszerelésének öt feltételét:
1. Az Egyesült Államok és Dél-Korea nem fog nukleáris fegyvereket a Koreai-félsziget közelébe helyezni[43]
2. Az Egyesült Államok és Dél-Korea be fogja szüntetni a közös hadgyakorlataik idején történő nukleáris fegyver fejlesztést és működtetést
3. Az Egyesült Államok nem fogja megtámadni Észak-Koreát sem hagyományos, sem nukleáris fegyverekkel
4. Az 1953-as koreai tűzszüneti megállapodás békeszerződéssé lesz alakítva
5. Az Egyesült Államok és Észak-Korea között hivatalos diplomáciai kapcsolat lesz kialakítva

Habár korábban Észak-Korea részéről az Egyesült Államok Hadserege Koreai Erői (USFK) visszavonásának kérése is várható volt, Észak-Korea bejelentette, hogy elfogadnák 25 000 USFK katona folyamatos állomásoztatását Dél-Koreában addig, amíg Észak-Korea biztonsága garantálva van.

### 2018. áprilisi Korea-közi találkozó

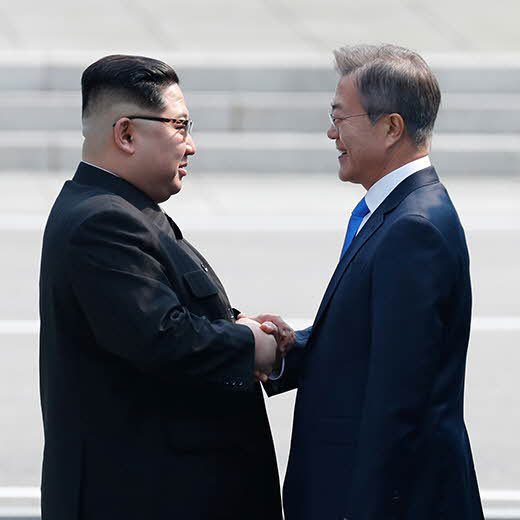
Kim Dzsongun (Kim Jong-un) és Mun Dzsein (Moon Jae-in) kezet fognak az áprilisi Korea-közi találkozón.

A 2018. április 27-ei Békeházban megtartott Korea-közi találkozón Észak- és Dél-Korea vezetői megállapodtak, hogy még az év vége előtt befejezik a koreai háborút.

### Feszültség, lefújás és visszaállítás

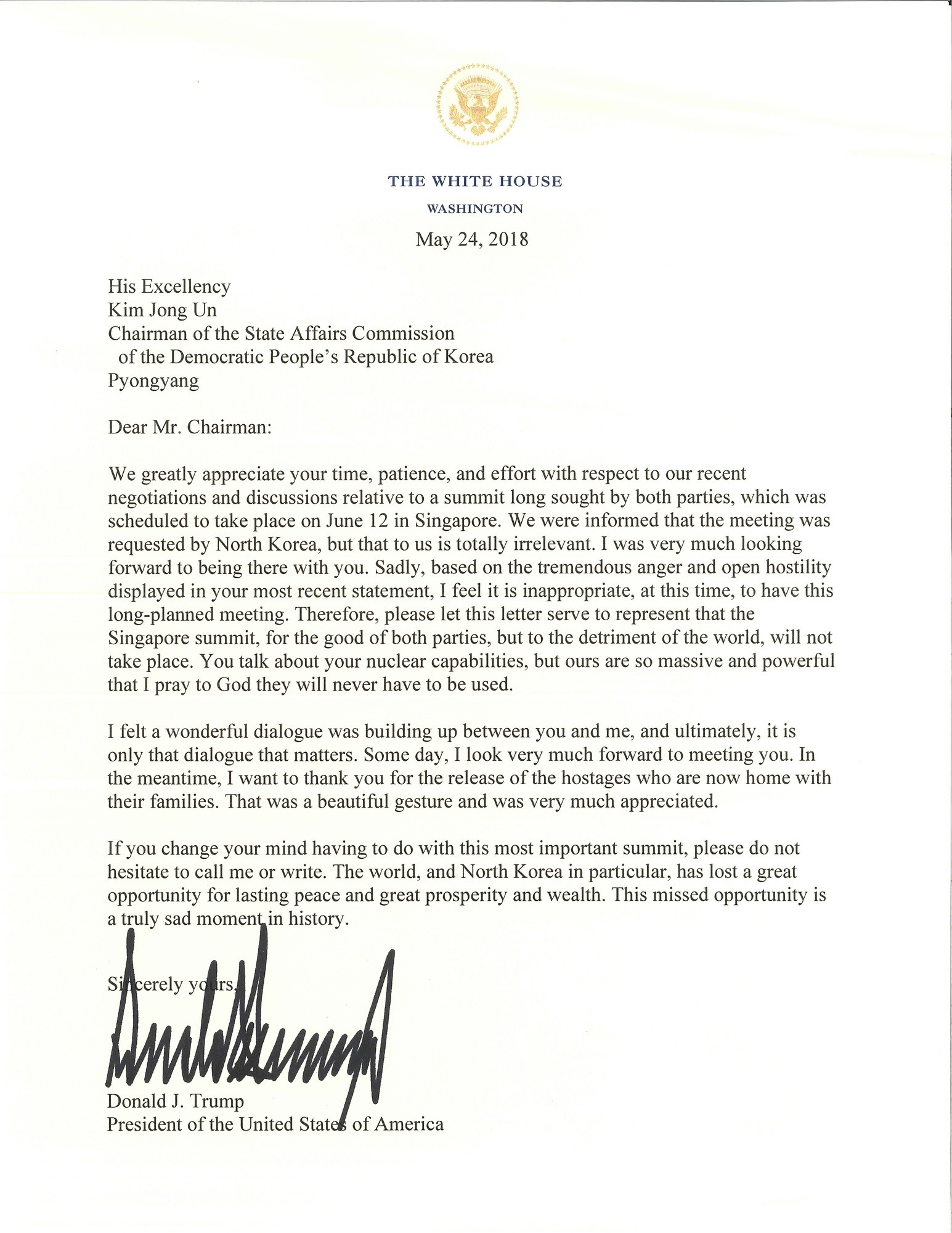
Donald Trump Kim Dzsongun (Kim Jong-un)nak küldött levele, amelyben értesíti az észak-koreai vezetőt a találkozó lefújásáról.

Az Egyesült Államok alelnöke Mike Pence nyilatkozta 2018. május 21-én, hogy „ez éppen úgy fog végződni, mint a líbiai modell, ha Kim Dzsongun (Kim Jong-un) nem köt alkut a nukleáris fegyverkezési programjának leállításáról”. Trump hasonló megjegyzéseket tett május 17-én, ahogy ő leírta, Líbia sorsa fog megismétlődni, ha nem sikerül alkut kötni. Ezen megjegyzések a Moammer Kadhafi amerikai és európai közbeavatkozás utáni meggyilkolására tettek utalást. Líbia még 2003-ban önként feladta nukleáris fegyverkezési programját és teljesítette a nyugati hatalmak feltételeit. Ennek eredményeként az észak-koreai külügyminiszter helyettese Cshö Szonhi (Choe Son-hui) a megjegyzéseket „műveletlennek és hülyének” nevezte.
Trump lemondta a találkozót 2018. májust 24-én egy Kim elnöknek címzett levelében, amelyben azt írta, hogy „a legutóbbi nyilatkozatában megjelenő hatalmas harag és nyílt ellenségeskedés miatt nem tartom helyénvalónak most megtartani ezt a hosszú ideje tervezett találkozót... A saját nukleáris kapacitásáról beszél, de a miénk olyan nagy és erőteljes, hogy imádkozom Istenhez, hogy ne soha ne kelljen használni.” Habár Trump fújta le a találkozót, hozzátette, hogy „ha meggondolja magát a találkozóval kapcsolatban, kérem ne habozzon, hívjon engem vagy írjon.”
Dél-Korea elnöke Mun Dzsein (Moon Jae-in) meghökkent a hírek hallatán. A Korea-közi ügyekért felelős dél-koreai miniszter azt nyilatkozta, hogy Észak-Korea „őszinte marad a nukleáris leszerelés és a béke létrehozásának irányába tett erőfeszítéseivel kapcsolatban.”
Trump lépésére válaszként az észak-koreai külügyminiszter helyettes Kim Gjegvan (Kim Kye-gwan) elmondta, hogy országa hajlandó szemtől-szembe leülni az Egyesült Államokkal és megoldani a problémákat „bármikor és bármilyen formában”, és időt és lehetőséget ad az Egyesült Államoknak a Koreai-félsziget békéje és stabilitása miatt. Trump pont azon a napon mondta le a csúcstalálkozót, amikor Észak-Korea felrobbantotta az egyetlen ismert nukleáris tesztlétesítményét, a Pungyye-ri nukleáris teszthelyet, nemzetközi újságírók előtt.
Május 25-én azonban Trump bejelentette, hogy a csúcstalálkozó a tervezettek szerint megtörténhet miután egy „nagyon kedves nyilatkozatot” kapott Észak-Koreától, és hogy a tárgyalások folytatódnak.
A következő napon a Fehér Ház sajtótitkára Sarah Sanders megerősítette egy nyilatkozatában, hogy a terveknek megfelelően egy előkészítő csapat elindul Szingapúrba. A csapat, amely körülbelül harminc fehér házi és külügyminisztériumi dolgozót foglal magában, a háborús hősök emléknap hétvégéjén találkozott az észak-koreai kollégáikkal.

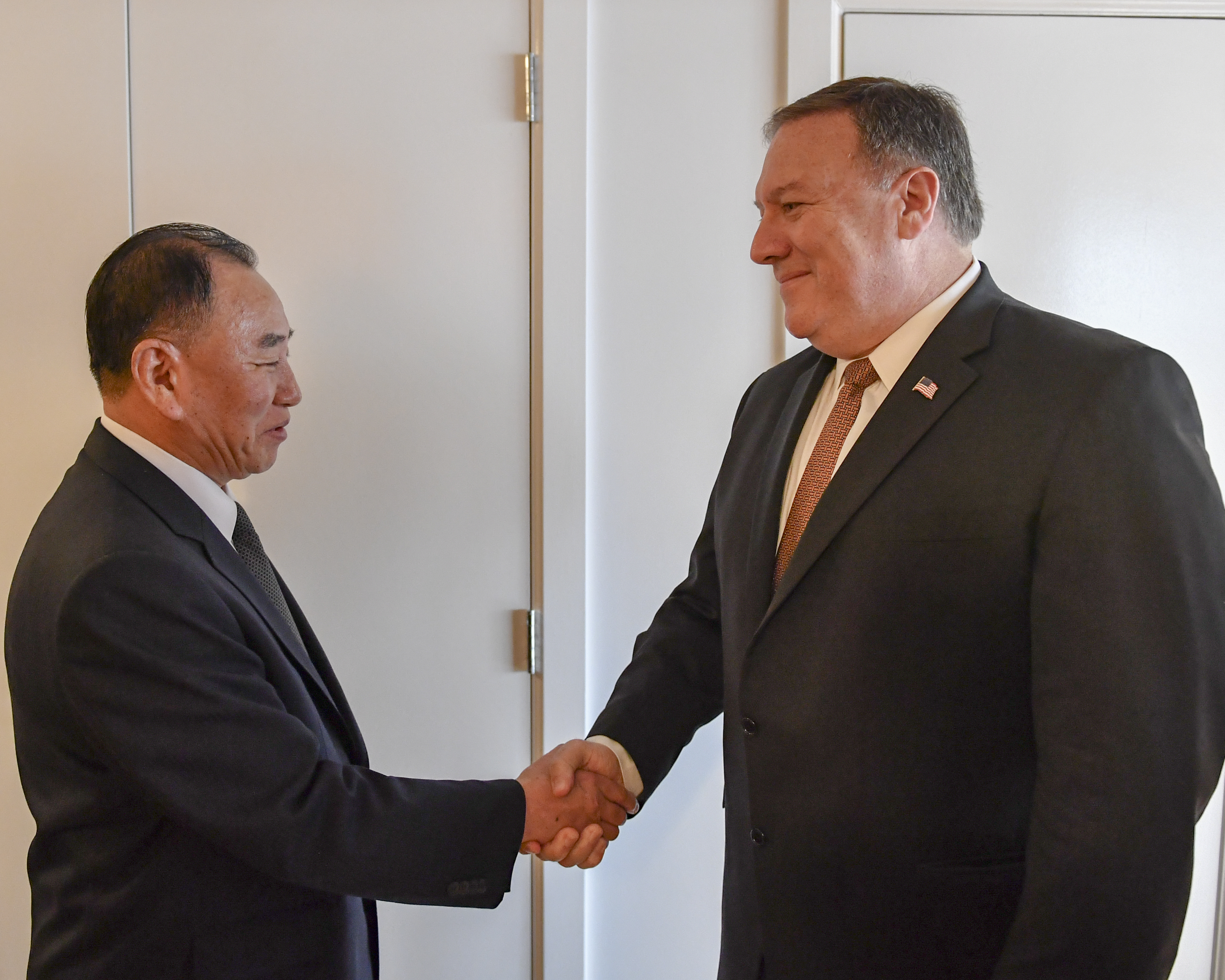
Kim Jongcshol (Kim Yong-chol) május 30-án Mike Pompeóval, június 1-jén Donald Trumppal találkozott.

Május 30-án az észak-koreai tábornok Kim Jongcshol (Kim Yong-chol) megérkezett New Yorkba, hogy találkozzon az Egyesült Államok külügyminiszterével, Mike Pompeoval. Kim és Pompeo között a tárgyalások folytatódtak másnap is, és Pompeo később azt nyilatkozta egy sajtótájékoztatón, hogy jól haladnak. Kim Jongcshol (Kim Yong-chol), aki a Koreai Munkapárt Központi Bizottságának alelnöke, a legmagasabb rangú észak-koreai tisztviselő, aki meglátogatta az Egyesült Államokat 2000 óta (amikor Jo Myong-rok találkozott az akkori elnök Bill Clintonnal).
Június 1-én Trump bejelentette, hogy a csúcstalálkozó visszatér a tervezett kerékvágásba miután találkozott Kim Jongcshol (Kim Yong-chol)lal a Fehér Házban. Kim Jongcshol (Kim Yong-chol) egy levelet kézbesített Kim Dzsongun (Kim Jong-un)tól Trumpnak, amelyről először azt mondta az újságíróknak, hogy „egy nagyon kedves” és „nagyon érdekes levél”; mégis nyolc perccel később Trump azt mondta, hogy „Még nem láttam a levelet. Szándékosan nem nyitottam ki.”

### Észak-koreai tábornokok leváltása
Június 3-án Kim Dzsongun (Kim Jong-un) leváltott három magas rangú tábornokot, akik Észak-Korea ballisztikus nukleáris fegyvereinek fejlesztéséért voltak felelősek.

### A nukleáris leszerelés lehetséges folyamata
Az észak-koreai küldöttséggel való találkozáskor Donald Trump azt nyilatkozta, hogy ő fogja megválasztani a „nukleáris leszerelés lefolyásának mikéntjét”. A Észak-Koreában készült nukleáris tölteteket és ballisztikus rakétákat elszállítanák az országból, majd ezek után a szankciókat részlegesen enyhíteni lehetne. A következő lépés Észak-Korea nukleáris létesítményeinek és nukleáris programjainak a Nemzetközi Atomenergia-ügynökség általi átfogó átvizsgálása lenne.

### Logisztikai előkészületek
Június 3-án egy "különleges eseménynek fenntartott területet" jelölt ki a szingapúri belügyminisztérium a Shangri-La Hotel környékén, és szigorú biztonsági intézkedés lesznek érvényben június 10. és 14. között. Ugyanazon a napon egy kisebb "különleges zónát" jelölt ki a területen belül a szingapúri rendőrség, ahol megnövelt rendőri jelenlét lesz június 10. és 14. között. Június 5-én a szingapúri belügyminisztérium az egész Sentosa-szigetet és a délnyugatról határoló vizeket "különleges eseménynek fenntartott területté" nyilvánította június 10-től 14-ig. A találkozó helyszíne, a Capella Hotel, a "különleges eseménynek fenntartott területen" belül található. A kormány kiadott egy olyan rendeletet, amely mentesít négy golyó- és bombaálló járművet bizonyos forgalmi szabályok alól június 5. és 30. között.
Június 6-án a szingapúri légügyi hatóságok bejelentették, hogy ideiglenes légtér-korlátozások lesznek érvényben június 11. és 13. között. A Szingapúr-Changi repülőtérre érkezők gépeknek csökkentett sebességgel kell haladniuk, és a kifutópályák használatát is korlátozzák. A pilótáknak továbbá a szingapúri Paya Lebar légibázistól is távol kell maradniuk.
A Szingapúri Pénzverde is kiadott egy emlékérmét, hogy megemlékezzen a csúcstalálkozóról.
Két, a dél-koreai műsorsugárzó KBS Newsnak dolgozó embert tartóztattak le amiért birtokháborítást követtek el az észak-koreai nagykövet otthonánál. A KBS News később kiadott egy hivatalos bocsánatkérést, amiért nem voltak elővigyázatosak. A két munkatársat a következő napon, június 10-én deportálták az országból.
Június 9-én a szingapúri rendőrség és a Szárazföldi Közlekedési Hatóság bejelentette, hogy biztonsági intézkedések, mint például útlezárások és biztonsági ellenőrzések, lesznek érvényben. Tanglin körzet néhány buszmegállója üzemen kívül lesz, és biztonsági ellenőrzések lesznek a Shangri-La Hotel és a St Regis Hotel környékén. A Santosa-szigetre érkező látogatók táskáit is átkutathatják.
Június 11-én Vivian Balakrishnan Szingapúr külügyminisztere bejelentette, hogy a szingapúri kormány fizeti az észak-koreai kontingens szállodai számláját.

### Diplomáciai előkészületek
Június 5-én Vivian Balakrishnan Szingapúr külügyminisztere látogatást tett az Egyesült Államokba és találkozott az Mike Pompeo amerikai külügyminiszterrel és John R. Bolton nemzetbiztonsági tanácsadóval. Észak-Koreát is meglátogatta június 7. és 8. között, amely látogatás keretében találkozott Ri Yong-ho észak-koreai külügyminiszterrel és Kim Jongnam (Kim Yong-nam) Legfelsőbb Népi Gyűlés elnökkel.
Az Egyesült Államok nem hívott össze kabinetszintű Nemzetbiztonsági Tanács gyűlést, hogy megvitassa a Észak-Koreával tartandó csúcstalálkozót. Trump elnök a következőt mondta: „úgy gondolom, jól fel vagyok készülve… nem hiszem, hogy sokat kellene készülnöm… ez nem a felkészülés kérdése, hanem azé, hogy az emberek akarják-e, és azt nagyon hamar tudni fogjuk”.

## A találkozó helyszíne

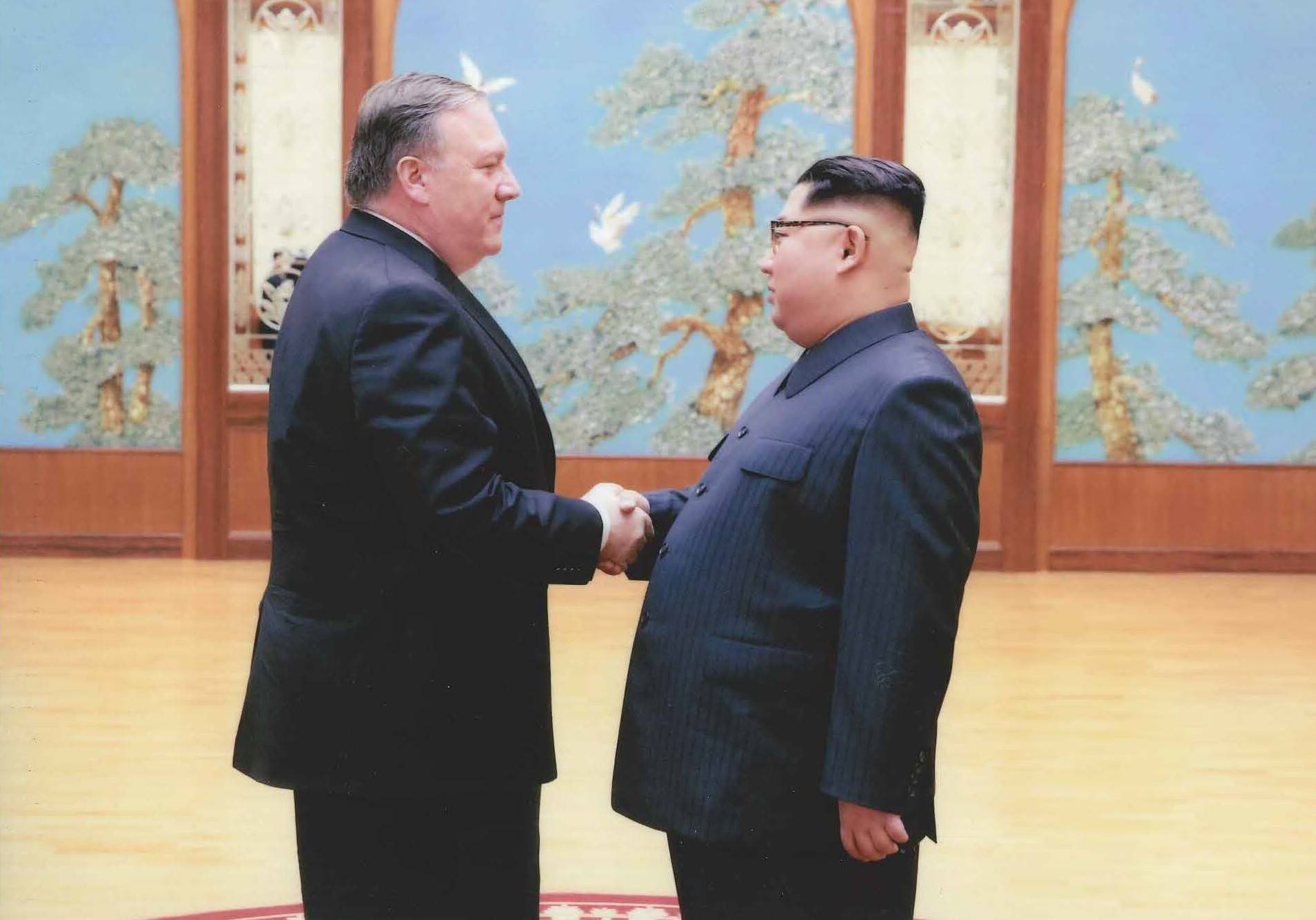
Az Egyesült Államok külügyminisztere (akkor még CIA igazgató) Mike Pompeo és Kim Dzsongun (Kim Jong-un) találkoznak 2018. március 31-én Phenjan (Pyongyang)ban.

### Előzmények
Március 31-én és valószínűleg április 1-én az akkor még CIA igazgató Mike Pompeo és Kim Dzsongun (Kim Jong-un) titokban találkoztak Phenjan (Pyongyang)ban, hogy lefektessék a csúcstalálkozó alapjait, beleértve a lehetséges helyszínek megbeszélését. Április 17-én, Trump és Abe Sinzó mar-a-lagói találkozásának napján, források felfedték a Pyongyang (Phenjan)i tárgyalások résztvevőinek személyazonosságát.

### Fontolóra vett helyszínek
A Trump-kormányhoz tartozó források április 28-án azt nyilatkozták, hogy a találkozót vagy Szingapúrban vagy Mongóliában tartják meg. Április 30-án Trump felvetette annak lehetőségét, hogy a demilitarizált övezetben, a közös biztonsági területen (Joint Security Area) fekvő Békeház és Szabadságház fog helyszínként szolgálni.
A Békeház adott helyet a 2018-as Korea-közi találkozónak, amelyet áprilisban tartottak. Szingapúr volt a helyszíne a 2015-ös Kína–Tajvan csúcstalálkozónak. Mongólia az elmúlt években számos regionális és nemzetközi szereplő részvételével zajló tárgyalást szponzorált, és elérhető vonattal Észak-Koreából.
Április 30-án Trump megerősítette, hogy Szingapúr, a Békeház és a Szabadságház áll megfontolás alatt.
Amerikai tisztviselők állítása szerint a mindkét fél számára megfelelő helyszín Délkelet-Ázsiában vagy Európában lenne, különösen valamelyik a következő helyszínek közül: Szingapúr, Vietnám (az Egyesült Államok által elismert kommunista ország), Thaiföld, Svájc (ahol Kim és két testvére járt iskolába) vagy Svédország (amelynek nagykövetsége gyakran közvetítői szerepet lát el Észak-Koreába utazó amerikaiaknak). Egy másik lehetséges helyszín volt a mongóliai Ulánbátor.
További javasolt helyszínek közé tartozott Phenjan (Pyongyang) (melyet Kim részesített előnyben); a közös biztonsági területen fekvő Békeház (a 2018. áprilisi Korea-közi találkozó helyszíne); az orosz Vlagyivosztok kikötőváros (Észak-Koreából szárazföldön és tengeren is elérhető); valamelyik kínai város, mint például Senjang (Shenyang), Csangcsun (Changchun,) vagy Peking (Beijing) (Kína által előnyben részesítve); Szöul vagy a Csedzsu-sziget; egy amerikai hajó fedélzete nemzetközi vizeken.

### A szingapúri helyszín bejelentése

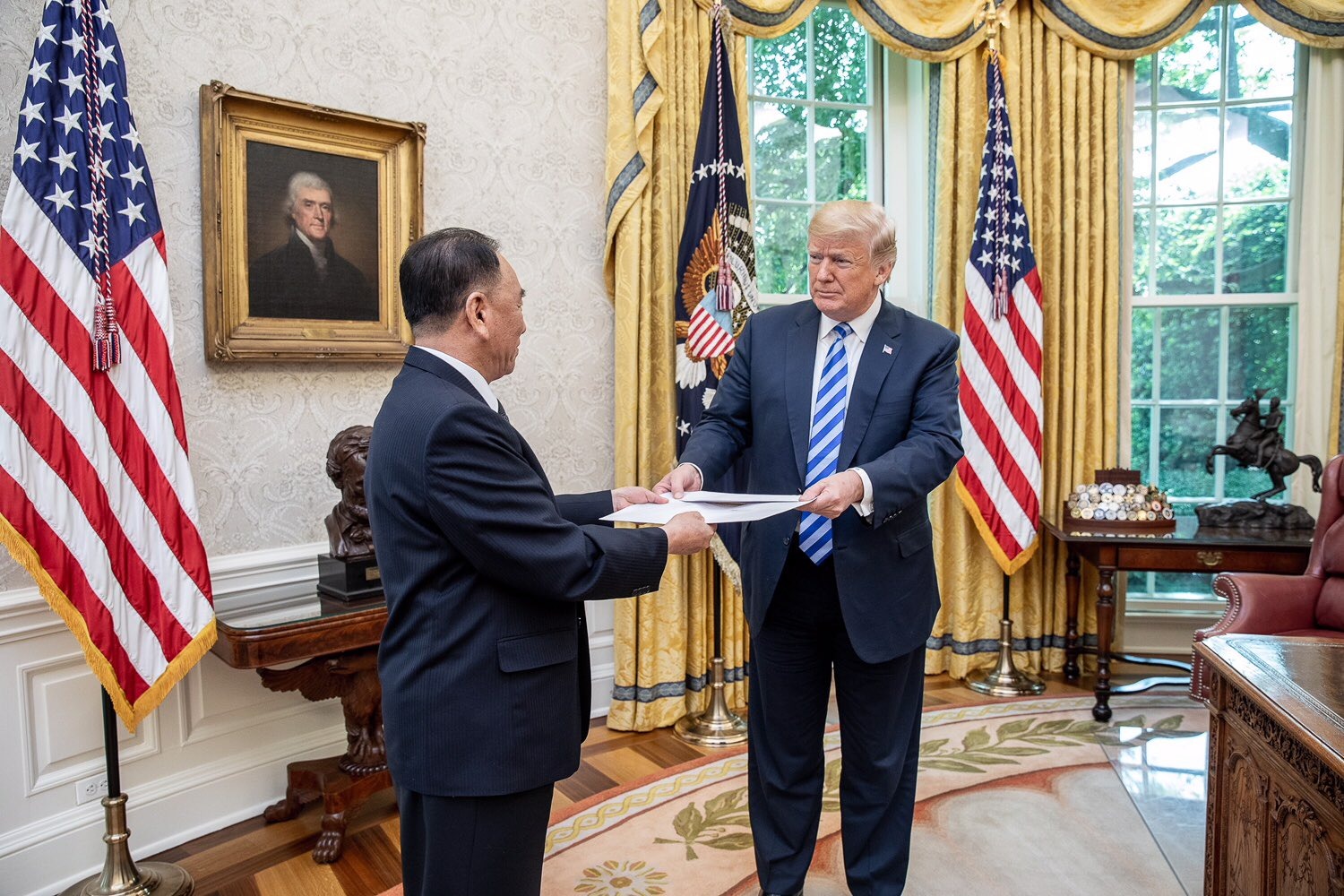
Kim Jongcshol (Kim Yong-chol) kézbesít egy személyes levelet Kim Dzsongun (Kim Jong-un)tól Donald Trumpnak az Ovális Irodában, 2018. június 1-én

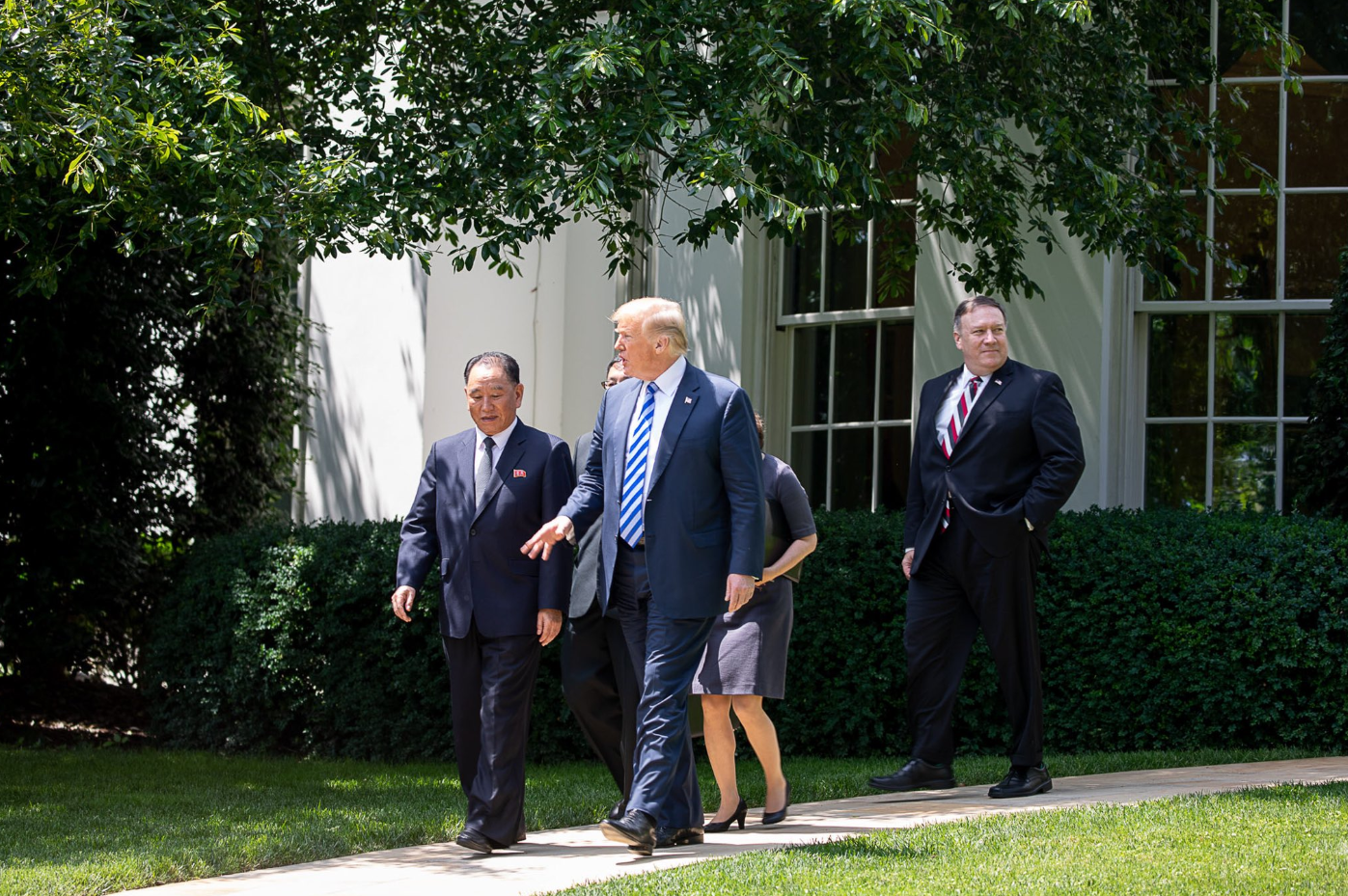
Washingtonban az észak-koreai delegáció

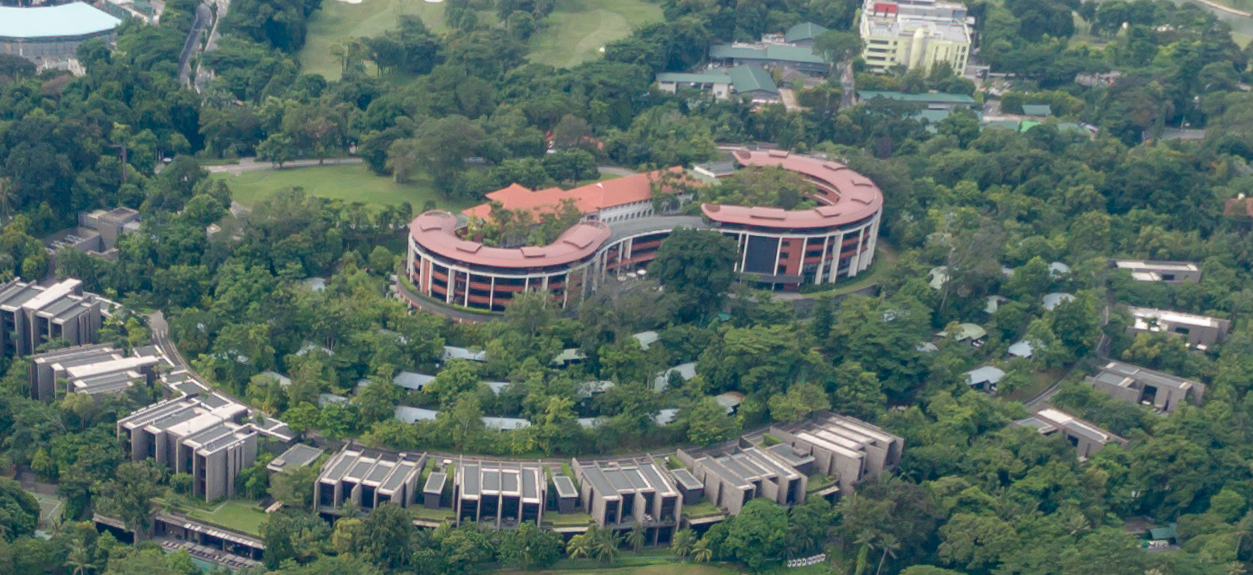
Légifelvétel a szingapúri Capella Hotelről

A CNN május 9-én bejelentette, hogy Szingapúr fog otthont adni a június 12-ei találkozónak. Trump ezt május 10-én megerősítette és bejelentette, hogy a találkozó időpontja június 12. A phenjan (pyongyang)i Szunani nemzetközi repülőtértől 4700 km távolságra elhelyezkedő Szingapúr könnyen elérhető Kim szovjet gyártmányú Il–62 repülőgépével.
A helyi média szerint a legvalószínűbb helyszín az Orchard Road közelében fekvő Shangri-La Hotel, ahol minden évben megrendezik a Shangri-La Párbeszédet, és amely a 2015-ös Kína–Tajvan találkozónak is helyet adott. Egy dél-koreai jelentésben az Istana neve is előkerült mint lehetséges helyszín.
Szingapúr külügyminisztériuma további információt szolgáltatott a találkozóval kapcsolatban, mikor azt nyilatkozták, hogy „Szingapúr örül, hogy házigazdája lehet az Egyesült Államok elnöke, Donald J. Trump és a Koreai Népi Demokratikus Köztársaság Államügyi Bizottság elnöke, Kim Dzsongun (Kim Jong-un) közötti június 12-ei találkozónak. Reméljük, hogy a találkozó elősegíti a békét a Koreai-félszigeten”. Azonban a minisztérium nem szolgáltatott semmilyen információt a helyszínről és az előkészületekről.
Miután Trump június 1-jén újra elkötelezte magát a találkozó mellett, Ng Eng Hen szingapúri védelmi miniszter üdvözölte az amerikai elnök lépését és azt nyilatkozta, hogy Szingapúr fedezni fogja a találkozó költségének egy részét. Az amerikai és észak-koreai delegációk már az előző hetekben találkozó feleiről úgy hiszik, hogy a Capella Hotelben vagy a Fullerton Hotelben szálltak meg, mely hotelek szintén lehetséges helyszínek voltak.
A Fehér Ház június 4-én bejelentette, hogy a találkozó szingapúri idő szerint reggel kilenc órakor kezdődik, és a következő napon megerősítette, hogy a Capella Hotel lesz a találkozó helyszíne. Az Egyesült Államok tisztázta, hogy nem fogja az észak-koreai tisztviselők szállását fizetni. Megerősítették azt is, hogy kérés esetén tárgyalnak Dél-Korea és Japán kormányával a koreai háború lehetséges befejezéséről.
2018. június 9-én a G7 csúcstalálkozó egyik sajtótájékoztatóján Trump azt nyilatkozta, hogy a Kim Dzsongun (Kim Jong-un) és közte lévő kémia döntő tényező lesz a csúcstalálkozó sikerére nézve, és hogy Észak-Koreának csak egy esélye lesz alkut kötni.

## A találkozó

### A vezetők érkezése

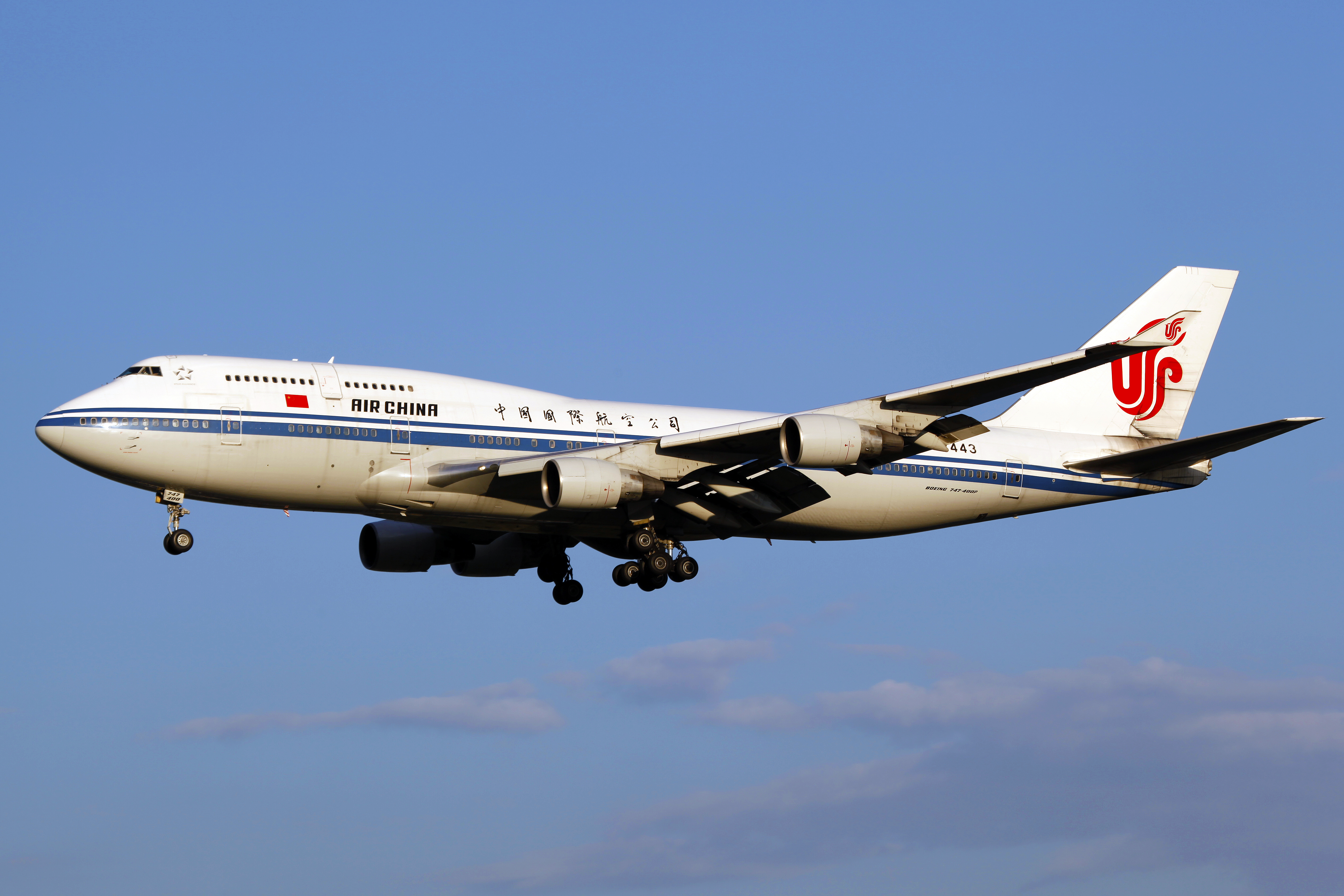
Kim Dzsongun (Kim Jong-un) egy Air China Boeing 747 repülőgéppel érkezett.

Donald Trump a tervezettnél négy órával előbb hagyta el a 44. G7 csúcstalálkozót és közvetlen Szingapúrba indult. Jelentések szerint úgy tekintett a G7 találkozóra, hogy az csak elveszi a figyelmét a Kimmel való találkozásról. Trump a szingapúri Paya Lebar légibázison landolt helyi idő szerint 20:20-kor, és Szingapúr külügyminisztere, Vivian Balakrishnan köszöntötte. Az Amerikai Légierő egy C–17 Globemaster III szállítógépe már a megérkezése előtt is a légibázison tartózkodott. Trump a szingapúri Shangri-La Hotelben fog tartózkodni a csúcstalálkozó ideje alatt; a hotel már előző amerikai elnökök ideiglenes otthonaként is szolgált.
Észak-Korea vezetője Kim Dzsongun (Kim Jong-un) helyi idő szerint vasárnap 14:35-kor landolt a Szingapúr-Changi repülőtéren. Szingapúr külügyminisztere, Vivian Balakrishnan és oktatási minisztere, Ong Ye Kung köszöntötte. A kezdeti hírekkel ellentétben nem a saját repülőgépén, hanem egy Air China Boeing 747 repülőgépen utazott a helyszínre. Médiajelentések szerint Kim érkezése előtt egy Air Koryo Il–62 teherszállító repülőgép érkezett étellel és más romlandó termékekkel a fedélzetén. A rakományt hűtött teherautókkal szállították a szingapúri St Regis Hotelbe, ahol Kim szállása található. Egy harmadik repülőgép, egy másik Air Koryo Il–62 érkezett Szingapúrba nem sokkal Kim érkezését követően. Feltételezések szerint Kim testvére, Kim Jodzsong (Kim Yo-jong) a fedélzeten tartózkodott.
Trump és Kim is külön találkozik Szingapúr miniszterelnökével, Lee Hsien Loonggal. Kim vasárnap délután találkozott Lee-vel az Istanánál, Trump pedig hétfőn találkozott az ország miniszterelnökével.

## Résztvevő delegációk
| Név                                | Cím |
| ---------------------------------- | --- |
| Donald Trump                       | az Amerikai Egyesült Államok elnöke                                                                            |
| Az Egyesült Államok Kabinetje      | |
| Mike Pompeo                        | az Amerikai Egyesült Államok külügyminisztere                                                                  |
| Randall Schriver                   | az Amerikai Egyesült Államok Ázsiai és Csendes-óceáni Biztonsági Ügyekért Felelős Védelmi Miniszter helyettese |
| Fehér Ház                          | |
| John F. Kelly                      | az Elnök kabinetfőnöke                                                                                         |
| Sarah Huckabee Sanders             | a Fehér Ház sajtótitkára                                                                                       |
| Stephen Miller                     | az Elnök vezető tanácsadója                                                                                    |
| Nemzetbiztonsági Tanács (NSC)      | |
| John R. Bolton                     | az Elnök nemzetbiztonsági tanácsadója                                                                          |
| Mira Ricardel                      | az Elnök nemzetbiztonsági tanácsadó-helyettese                                                                 |
| Sarah Tinsley                      | a Nemzetbiztonsági Tanács stratégia kommunikáció igazgatója                                                    |
| Matthew Pottinger                  | a Nemzetbiztonsági Tanács ázsiai ügyekért felelős vezető tanácsadója                                           |
| Allison Hooker                     | a Nemzetbiztonsági Tanács tagja                                                                                |
| Központi Hírszerző Ügynökség (CIA) | |
| Andrew Kim                         | a CIA Koreai Missziós Központjának igazgatója                                                                  |
| Az Egyesült Államok nagykövetei    | |
| Sung Kim                           | az Egyesült Államok fülöp-szigeteki nagykövete                                                                 |
| P. Michael McKinley                | az Egyesült Államok brazil nagykövete                                                                          |
| Stephanie Syptak-Ramnath           | az Egyesült Államok szingapúri ügyvivő nagykövete                                                              |
| Melissa Brown                      | az Egyesült Államok szingapúri nagykövetségén gazdasági és politikai ügyekért felelős tanácsadó                |

| Név                           | Cím |
| ----------------------------- | --- |
| Kim Dzsongun (Kim Jong-un)    | az észak-koreai Államügyi Bizottság elnöke                                                                    |
| Észak-Korea kabinetje         | |
| Ri Jongho (Ri Yong-ho)        | Észak-Korea külügyminisztere                                                                                  |
| Ro Gvangcshol (Ro Kwang-chol) | a fegyveres erők minisztere                                                                                   |
| Cshö Szonhi (Choe Son-hui)    | Észak-Korea külügyminiszter-helyettese                                                                        |
| Koreai Munkapárt              | |
| Kim Jongcshol (Kim Yong-chol) | a Koreai Munkapárt alelnöke                                                                                   |
| Ri Szujong (Ri Su-yong)       | a Koreai Munkapárt Központi Bizottságának alelnöke                                                            |
| Kim Jodzsong (Kim Yo-jong)    | a Koreai Munkapárt Központi Bizottságának Propagandáért és Agitációért felelős osztályának igazgatóhelyettese |
|                               | a Központi Bizottság és az Államügyi Bizottság más tagjai.                                                    |

## Fordítás
Ez a szócikk részben vagy egészben  a(z)   2018 North Korea–United States summit című angol Wikipédia-szócikk ezen változatának fordításán alapul.  Az eredeti cikk szerkesztőit annak laptörténete sorolja fel. Ez a jelzés csupán a megfogalmazás eredetét és a szerzői jogokat jelzi, nem szolgál a cikkben szereplő információk forrásmegjelöléseként.